# Танги из Локмаже
Танги (умер в 594) — монах из Локмаже. Святой Католической церкви (дни памяти — 19 ноября и 12 марта).

## Биография
Святой Танги из Локмаже (Tanguy de Locmazhé) был бретонским монахом из Жербера (Gerber), из Лё Релек (Le Relecq). Он основал монастырь Святого Матфея в Ле-Конке).
Предание гласит о том, что святой Танги, в ту пору именовавшийся Гюргий (Gurguy), был сыном сеньора Галоно из Тремазана (Galono de Trémazan), что в Леоне, неподалёку от Портзаля (Portsal). Его отец был женат вторым браком на женщине, которая издевалась над ним и над его сестрой по имени Од (Haude). Направленный ко двору короля франков Хильдеберта I для получения образования и став там рыцарем, он оставил свою сестру в провинции. По его возвращении мачеха объявила, что его сестра опозорила семью, и он убил свою сестру. Жертва взяла свою голову и вернулась в дом, чтобы попросить о причащении Святыми Дарами перед кончиной. Потрясённый Танги встал на путь покаяния и монашеской жизни, под окормлением святого Поля из Леона (Pol de Léon). Им был основан монастырь Святого Матфея в Фин-Терр, называвшийся на бретонском Локмаже (le loc de Mathieu). Он также основал монастырь в Жербе.
Святой Танги погребён в Локмаже, Финистер (Finistère). Он весьма почитаем всеми местными прихожанами.